# Лорел (округ)
Ло́рел (англ. Laurel County) — округ в штате Кентукки, США. Официально образован в 1825 году. По состоянию на 2010 год, численность населения составляла 58 849 человек.

## География
По данным Бюро переписи США, общая площадь округа равняется 1149,961 км2, из которых 1124,061 км2 суша и 25,123 км2 или 2,200 % это водоёмы.

### Соседние округа
- Джэксон  (северо-восток)
- Клей  (восток)
- Нокс  (юго-восток)
- Уитли  (юг)
- Мак-Крири  (юго-запад)
- Пьюласки  (запад)
- Роккасл  (северо-запад)

## Население
По данным переписи населения 2000 года в округе проживает 52 715 жителей в составе 20 353 домашних хозяйств и 15 366 семей. Плотность населения составляет 47,00 человек на км2. На территории округа насчитывается 22 317 жилых строений, при плотности застройки около 20,00-ти строений на км2. Расовый состав населения: белые — 95,66 %, афроамериканцы — 1,63 %, коренные американцы (индейцы) — 0,37 %, азиаты — 0,35 %, гавайцы — 0,01 %, представители других рас — 0,08 %, представители двух или более рас — 0,90 %. Испаноязычные составляли 0,55 % населения независимо от расы.
В составе 35,20 % из общего числа домашних хозяйств проживают дети в возрасте до 18 лет, 60,60 % домашних хозяйств представляют собой супружеские пары проживающие вместе, 11,40 % домашних хозяйств представляют собой одиноких женщин без супруга, 24,50 % домашних хозяйств не имеют отношения к семьям, 21,70 % домашних хозяйств] состоят из одного человека, 8,20 % домашних хозяйств состоят из престарелых (65 лет и старше), проживающих в одиночестве. Средний размер домашнего хозяйства составляет 2,56 человека, и средний размер семьи 2,97 человека.
Возрастной состав округа: 25,40 % моложе 18 лет, 9,20 % от 18 до 24, 30,40 % от 25 до 44, 23,50 % от 45 до 64 и 23,50 % от 65 и старше. Средний возраст жителя округа 36 лет. На каждые 100 женщин приходится 95,60 мужчин. На каждые 100 женщин старше 18 лет приходится 92,80 мужчин.
Средний доход на домохозяйство в округе составлял 27 015 USD, на семью — 31 318 USD. Среднестатистический заработок мужчины был 27 965 USD против 19 757 USD для женщины. Доход на душу населения составлял 14 165 USD. Около 17,80 % семей и 21,30 % общего населения находились ниже черты бедности, в том числе — 28,80 % молодежи (тех, кому ещё не исполнилось 18 лет) и 20,10 % тех, кому было уже больше 65 лет.